# Panzhou
Panzhou (盘州市S, Pánzhōu ShìP) è una città-contea della Cina, situata nella provincia del Guizhou e amministrata dalla prefettura di Liupanshui.